# Egil Østenstad
Egil Østenstad (Haugesund, 2 januari 1972) is een oud-voetballer afkomstig uit Noorwegen. Hij begon zijn professionele voetbalcarrière in 1989 bij het in de buurt van zijn geboorteplaats gelegen Viking FK uit Stavanger. Voordat hij zijn carrière afsloot bij deze zelfde club, speelde hij onder meer voor Blackburn Rovers en de Glasgow Rangers. Daarnaast maakte hij tussen 1993 en 2005 deel uit van het nationale elftal van Noorwegen. Østenstad speelde binnen de lijnen in de aanval, vooral in de spits. Tegenwoordig is hij de directeur voetbalzaken bij zijn oude club Viking.

## Viking FK
Egil Østenstad begon met voetballen bij Torvastad IL, een kleine voetbalclub uit Karmøy. Zijn professionele carrière liet hij echter aanvangen toen hij de overstap naar Viking FK in 1990 maakte. Alhoewel hij in zijn eerste seizoen het vooral met invalbeurten moest doen, scoorde hij toen toch al zijn eerste doelpunt voor Viking FK. Ook het seizoen erop speelde hij nog niet veel. Toch was Østenstad vaak genoeg in actie gekomen om een medaille te krijgen voor het kampioenschap dat de club uit Stavanger dat seizoen, 1991, behaalde. In 1991 en 1992 was hij dus nog steeds niet erg belangrijk voor Viking. In twee jaar tijd scoorde hij namelijk maar twee keer. Zijn grote doorbraak vond echter plaats in het seizoen 1993. Toen scoorde hij in 22 wedstrijden tien keer. Viking eindigde echter als vierde in de competitie. Het seizoen 1991 zou tot op heden de laatste keer namelijk blijken te zijn dat de club kampioen van Noorwegen werd. Tot 1996 zou Østenstad bij Viking blijven spelen. Dat laatste jaar werd hij wel bijna topscorer van de Noorse competitie. Hij scoorde in 24 wedstrijden namelijk 23 keer. Harald Brattbakk deed het echter met 28 doelpunten als enige nog beter. Na dit seizoen verliet Østenstad Viking. In totaal scoorde hij 54 doelpunten in 128 wedstrijden.

## Southampton
Op 13 oktober 1996 maakte Egil Østenstad zijn debuut voor Southampton FC, nadat die club 800.000 pond aan Viking FK had betaald. Dit was in een wedstrijd tegen Coventry City in de Premier League, het hoogste niveau van het Engelse voetbal. Al in zijn derde wedstrijd voor de club maakte hij zich onsterfelijk bij de fans: hij scoorde een hattrick tegen Manchester United, de kampioen van het jaar daarvoor. Daardoor won Southampton de wedstrijd met spectaculaire cijfers, 6-3. Uiteindelijk werd zijn derde doelpunt echter gezien als een eigen goal van Gary Neville. Samen met sterspelers als Eyal Berkovic en Matthew Le Tissier zorgde Østenstad er uiteindelijk voor dat Southampton op één punt na in zijn eerste seizoen bij de club niet degradeerde. Het seizoen erop eindigde Southampton in de middenmoot, maar in 1998/1999 speelde ze weer in de middenmoot. Østenstad werd samen met Le Tissier wel topscorer van de club met zeven doelpunten. Toch verloor hij zijn basisplek aan het einde van het seizoen aan een aanvaller uit Letland, Marian Pahars. Daardoor werd hij in het seizoen 1999/2000, ondanks dat hij wel scoorde voor Southampton, verkocht aan een andere Engelse club. Voor Southampton scoorde Egil Østenstad 28 doelpunten in 96 competitiewedstrijden. Zoals vermeld was hij bij de fans populair, maar ook berucht omdat hij wel veel moeilijke doelpunten scoorde, maar vaak makkelijkere kansen miste.

## Blackburn Rovers en Manchester City
De volgende club waarbij Egil Østenstad kwam te spelen was Blackburn Rovers, de kampioen van 1995. In 1999 degradeerde de club echter uit de Premier League, waardoor Østenstad in het seizoen 1999/2000 bij de club op het een na hoogste niveau van Engeland kwam te spelen. Ondanks de niveauverlaging en de hereniging met zijn coach bij Southampton, Graeme Souness, wist Østenstad in eerste instantie geen indruk te maken bij Blackburn. In 28 wedstrijden scoorde hij namelijk maar acht keer. Het seizoen erop was hij nog minder goed op dreef, waardoor hij voor een half jaar werd uitgeleend aan Manchester City. Daarvoor speelde hij echter maar vier wedstrijden, zonder überhaupt te scoren. Daarna mocht Østenstad wel terugkeren bij de Rovers, dat dankzij spelers als Matt Jansen en David Dunn promotie voor de Premier League 2001/2002 had afgedwongen. Ook toen speelde hij echter maar vier wedstrijden voor zijn club. Tijdens het laatste seizoen dat Egil Østenstad zou spelen voor de Blackburn Rovers kwam hij wel weer vaker in actie. Ook toen scoorde hij echter maar weinig, namelijk één keer. Wel scoorde hij toen ook in de UEFA Cup tegen het Bulgaarse CSKA Sofia. Toch moest hij aan het einde van het seizoen 2002/2003 vertrekken bij de Blackburn Rovers, waar hij twaalf keer voor scoorde. Daar had Østenstad 62 competitiewedstrijden voor nodig.

## Glasgow Rangers
In de zomer van het jaar 2003 maakte Egil Østenstad via een vrije transfer de overstap van Blackburn Rovers naar het Schotse Glasgow Rangers. Daar kwam hij samen te spelen met de Nederlanders Frank de Boer, Ronald de Boer, Fernando Ricksen en Michael Mols. Hij was echter weinig belangrijk voor de topclub. Hij speelde weinig en scoren zat er dat seizoen niet in. Hij kwam elf keer in actie voor de Rangers en verliet daarna de club om terug te keren naar zijn vaderland Noorwegen. Al voor het einde van het seizoen werd zijn contract bij de club uit Glasgow ontbonden.

## Tweede keer Viking FK
Na de teleurstelling bij Glasgow Rangers keerde Egil Østenstad terug naar zijn eerste professionele voetbalclub, Viking FK. Dit was halverwege het seizoen 2004. Die jaargang kwam hij nog acht keer in actie voor de Noren, waarin hij twee keer scoorde. Hij hielp zo de club degradatie te besparen. Het seizoen erop zou zijn laatste zijn. Daarmee sloot hij zijn carrière in stijl af, want dat laatste seizoen scoorde hij in 25 competitiewedstrijden nog veertien keer. Hierna stopte hij met voetballen, ondanks een handtekeningenactie van de fans van Viking. Gedurende zijn tweede periode bij Viking FK speelde Egil Østenstad 33 competitiewedstrijden. Daarin trof hij zestien keer het net.

## Interlandcarrière
Al gedurende zijn eerste periode bij Viking FK mocht Østenstad zijn debuut maken voor het nationale elftal van Noorwegen. Dit was als invaller op 11 augustus 1993 in een vriendschappelijke wedstrijd tegen de Faeröer (0-7). Ondanks dat hij als wissel tijdens zijn debuut twee keer wist te scoren, moest hij toch daarna twee en een half jaar wachten voordat hij toekwam aan zijn tweede interland. Tot en met 1999 speelde Østenstad zeventien interlands voor Noorwegen. Daarin scoorde hij zes keer.
Doordat hij veel als wisselspeler gebruikt werd, werd hij de meest efficiënte voetballer uit de Noorse geschiedenis, door gemiddeld eens in de 94 minuten een doelpunt te maken. Ook maakte hij deel uit van de selectie die namens Noorwegen afreisde naar Frankrijk om daar deel te nemen aan het WK 1998. Daar kwam hij echter alleen tegen Schotland in actie. Na 1999 speelde Østenstad niet meer voor Noorwegen, waardoor hij ook EURO 2000 moest missen. In 2005 maakte hij nog één keer zijn terugkeer bij Noorwegen, vanwege zijn goede spel bij Viking FK. Zijn laatste interland was eveneens tegen Schotland. Scoren deed hij echter niet. Daardoor bleef de teller steken op achttien interlands en zes doelpunten.
| Interlanddoelpunten | Interlanddoelpunten | Interlanddoelpunten | Interlanddoelpunten       | Interlanddoelpunten | Interlanddoelpunten | Interlanddoelpunten | Interlanddoelpunten |
| #                   | Datum               | Locatie             | Wedstrijd                 | Goal(s)             | Score               | Uitslag             | Wedstrijd           |
| ------------------- | ------------------- | ------------------- | ------------------------- | ------------------- | ------------------- | ------------------- | ------------------- |
| 1                   | 11 augustus 1993    | Toftir              | Faeröer – Noorwegen       | 74'                 | 0 – 5               | 0 – 7               | Oefeninterland      |
| 2                   | 11 augustus 1993    | Toftir              | Faeröer – Noorwegen       | 87'                 | 0 – 7               | 0 – 7               | Oefeninterland      |
| 3                   | 27 maart 1996       | Belfast             | Noord-Ierland – Noorwegen | 78'                 | 0 – 2               | 0 – 2               | Oefeninterland      |
| 4                   | 30 mei 1997         | Oslo                | Noorwegen – Brazilië      | 76'                 | 4 – 2               | 4 – 2               | Oefeninterland      |
| 5                   | 10 september 1997   | Oslo                | Noorwegen – Zwitserland   | 76'                 | 4 – 0               | 5 – 0               | WK-kwalificatie     |
| 6                   | 27 mei 1998         | Molde               | Noorwegen – Saoedi-Arabië | 82'                 | 4 – 0               | 6 – 0               | Oefeninterland      |

## Erelijst
Viking FK
- Noors landskampioen

1991